# USSV Softijs
De Utrechtse Studenten Schaatsvereniging Softijs (kortweg Softijs) is een studentensportvereniging voor studenten van de Universiteit Utrecht en de Hogeschool Utrecht in Utrecht. Softijs heeft ongeveer 200 leden. De vereniging werd opgericht op 1 december 1986.

## Vereniging
Softijs is een vereniging voor studenten, maar niet-studenten mogen ook lid worden tot een maximum van 20% van het totale ledenaantal. Het bestuur van de vereniging wisselt jaarlijks van samenstelling, in april, na het einde van het winterseizoen. Voor het organiseren van de activiteiten worden de bestuursleden bijgestaan door een aantal commissies, waaronder de Hardloopcie, Actie, Redactie, Skeelercommissie, Lustrumcommissie en een Beleidsadviescommissie.

## Trainingen
In de winter is er een schaatstraining voor alle leden en KNSB-licentiehouders van de vereniging. De trainingen vinden plaats op de Vechtsebanen in Utrecht. Daarnaast wordt er ook in de zomer elke week getraind, met op verschillende dagen van de week hardlopen, wielrennen, droogtrainen en skeeleren.

## Wedstrijden
Softijs organiseert elk jaar onder andere twee schaatstoernooien: een voor leden met een KNSB-licentie en een voor alle leden en andere schaatsende studenten uit Nederland, een zogeheten IUT (Inter Universitair Toernooi). Ook doen leden van Softijs regelmatig mee aan wedstrijden die door andere studentenschaatsverenigingen worden georganiseerd.
Softijs doet ook al lange tijd jaarlijks met een team mee aan de Batavierenrace. In 2011 bereikte het Softijs-team de 39e plaats en in 2012 de 37ste. Softijs staat ook vooraan als het gaat om grote skeeler-events. In 2010 deed een team mee aan de Raps24, een 24-uurs skeelerrace, in juni 2006 deed een team mee aan de 24 uur van Le Mans on Wheels (een 24-uurs skeelerrace op het circuit van Le Mans in Frankrijk).

## Historie
Het studentenschaatsen in Utrecht vindt zijn oorsprong al in het jaar 1865 bij de oprichting van de Utrechtse Studenten IJsclub. Het schaatsen bleef toen beperkt tot natuurijs want de eerste kunstijsbaan was er in Nederland pas bijna een eeuw later. In Utrecht werd mede door toedoen van inzamelingsacties van studenten in 1970 de Vechtsebanen geopend.
USSV Softijs is ontstaan uit de Utrechtse Studenten Schaats Federatie (USSF), welke sinds korte tijd na de opening van de Vechtsebanen in Utrecht de plek is waar het studentenschaatsen in Utrecht zich heeft georganiseerd. Vanwege bezuinigingen van zowel de overheid als universiteit op de studentensport gaat de USSF vanaf 1986 verder in verenigingsvorm en wordt de Utrechtse Studenten Schaats Vereniging Softijs opgericht op 1 december 1986.